# Angelo Damiano

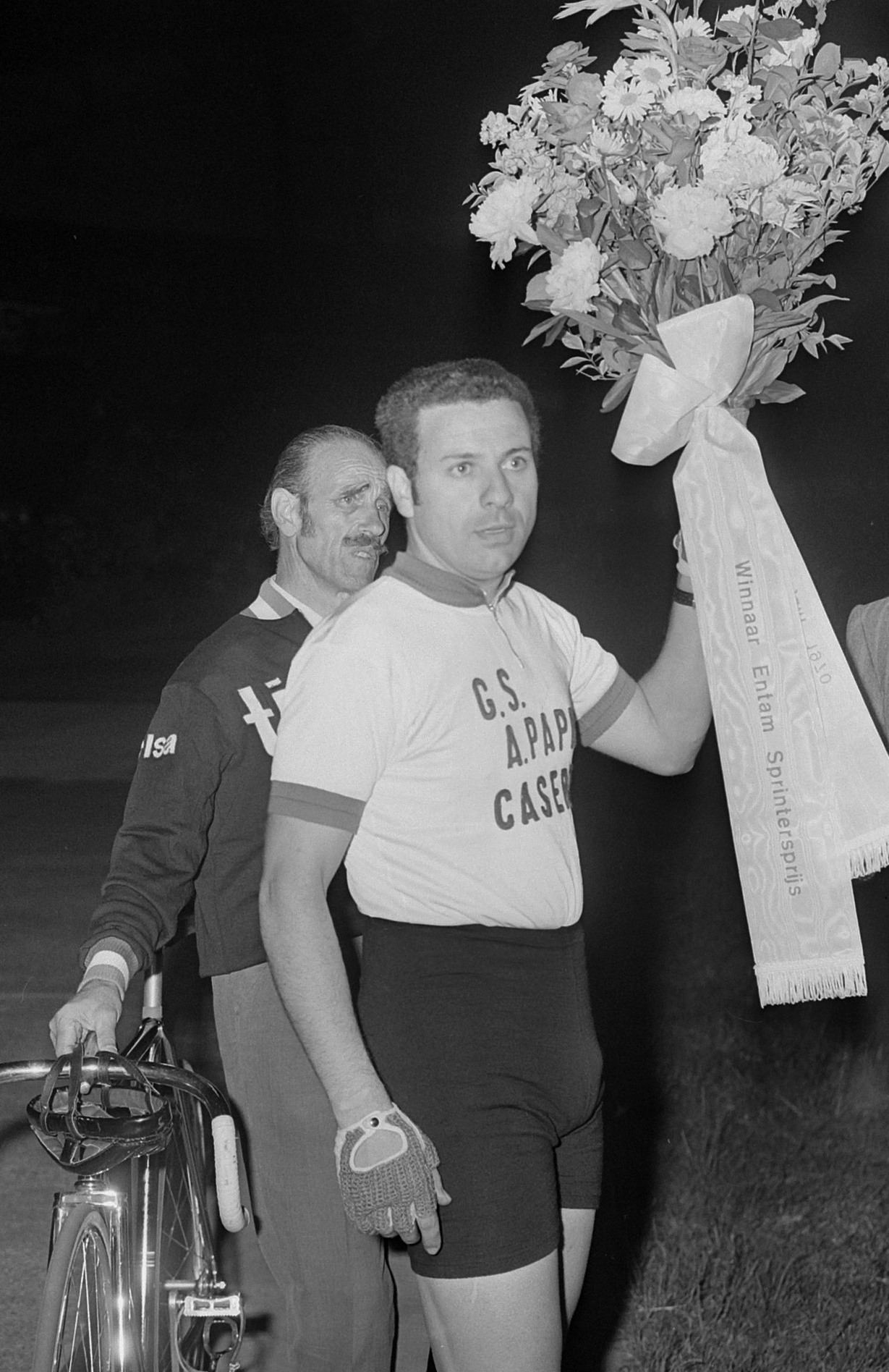
Angelo Damiano, 1970

Angelo Damiano (* 30. September 1938 in Barra, Neapel) ist ein ehemaliger italienischer Bahnradsportler.
Angelo Damiano war ein Spezialist für Kurzzeitdisziplinen auf der Bahn. 1963 wurde er gemeinsam mit Sergio Bianchetto italienischer Meister im Tandemrennen. Ebenfalls 1963 gewann er den Grand Prix Kopenhagen, eines der traditionsreichsten Sprintturniere der Welt. Im Jahr darauf errang er gemeinsam mit Bianchetto, der schon vier Jahre zuvor Olympiasieger in dieser Disziplin gemeinsam mit Giuseppe Beghetto geworden war, die Goldmedaille auf dem Tandem bei den Olympischen Spielen in Tokio. Im Halbfinale setzten sie sich gegen das deutsche Duo Willi Fuggerer und Klaus Kobusch durch, die im dritten und entscheidenden Lauf wegen Verlassens der Linie im Schlusssprint disqualifiziert wurden. 1967 wurde Damiano bei den Bahn-Weltmeisterschaften in Amsterdam Dritter im Sprint. Den Grand Prix Amsterdam gewann er 1970.
Nach dem Ende seiner aktiven Radsport-Laufbahn hatte Angelo Damiano verschiedene Ämter als Radsportfunktionär in Italien inne, u. a. beim Nationalen Olympischen Komitee Italiens (CONI) und bei der Organisation des Giro d’Italia. Zudem fährt er auch weiterhin Rennen in seiner Alterskategorie.